# Patrick Lefevere
Patrick Lefevere (født 6. januar 1955 i Moorslede) er en belgisk forhenværende cykelrytter, og nuværende manager for World Tour-holdet Soudal Quick-Step. Ifølge statistik webstedet CyclingRanking.com, er han den mest succesfulde cykelmanager i historien.